# Tour de France 1966
| 53. Tour de France 1966 – Endstand |                         |                           |
| Streckenlänge                      | 22 Etappen, 4329,1 km   | 22 Etappen, 4329,1 km     |
| Toursieger                         | Lucien Aimar            | 117:34:21 h (36,821 km/h) |
| Zweiter                            | Jan Janssen             | + 1:07 min                |
| Dritter                            | Raymond Poulidor        | + 2:02 min                |
| Vierter                            | José Antonio Momeñe     | + 5:19 min                |
| Fünfter                            | Marcello Mugnaini       | + 5:27 min                |
| Sechster                           | Herman Van Springel     | + 5:44 min                |
| Siebenter                          | Francisco Gabica        | + 6:25 min                |
| Achter                             | Roger Pingeon           | + 8:22 min                |
| Neunter                            | Karl-Heinz Kunde        | + 9:06 min                |
| Zehnter                            | Martin Van Den Bossche  | + 9:57 min                |
| Grünes Trikot                      | Willy Planckaert        | 211 P.                    |
| Zweiter                            | Gerben Karstens         | 189 P.                    |
| Dritter                            | Edward Sels             | 178 P.                    |
| Bergwertung                        | Julio Jiménez           | 123 P.                    |
| Zweiter                            | Joaquín Galera          | 98 P.                     |
| Dritter                            | Aurelio González Puente | 51 P.                     |
| Teamwertung                        | KAS                     | KAS                       |

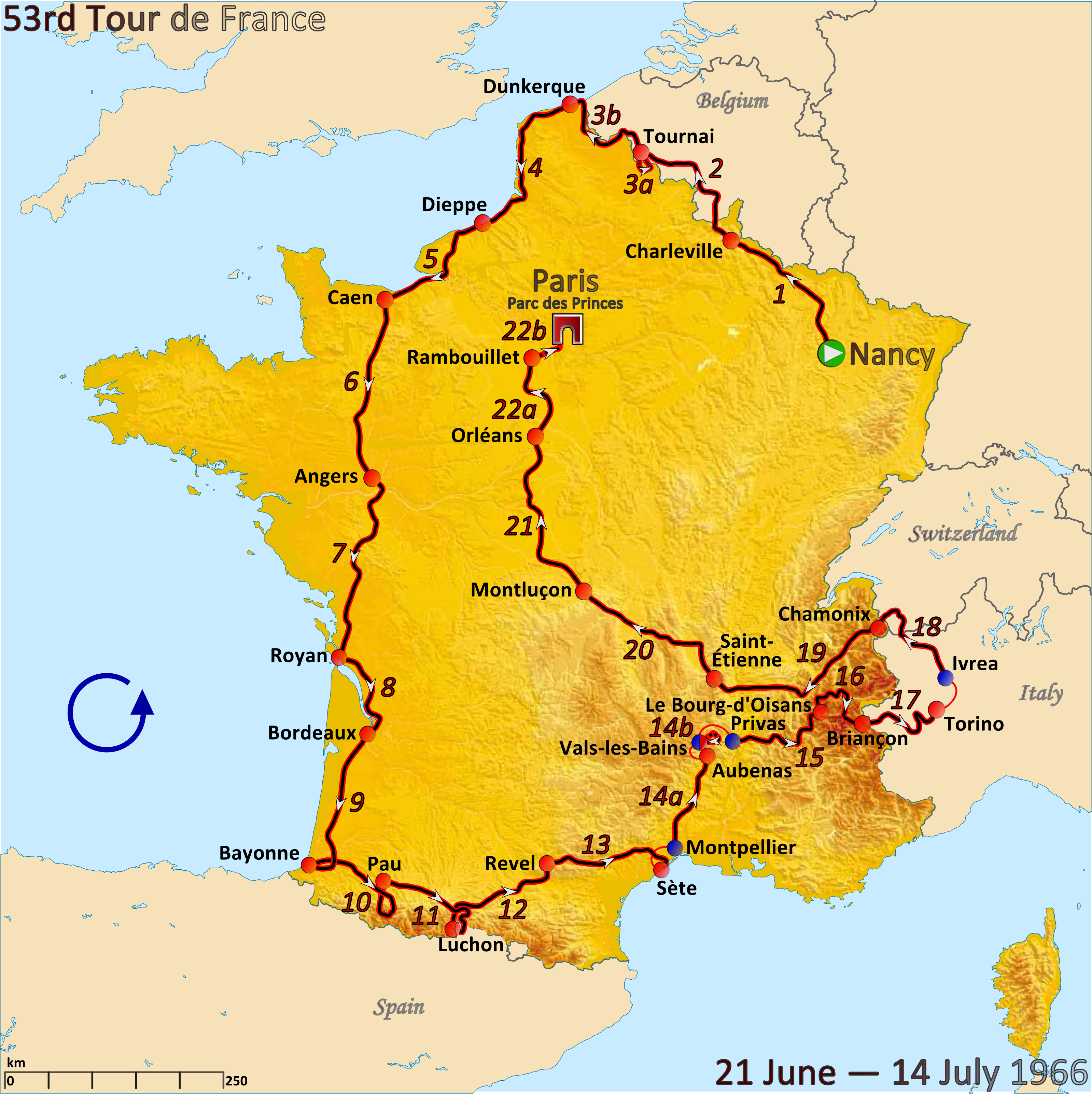
Streckenkarte der Tour de France 1966

Die 53. Tour de France fand vom 21. Juni bis zum 14. Juli 1966 statt und führte auf 22 Etappen über 4.303 km. Erneut konnte sich der als Favorit gestartete Franzose Raymond Poulidor nicht durchsetzen. Es nahmen 130 Rennfahrer an der Rundfahrt teil, von denen 82 klassifiziert wurden.

## Rennverlauf
Der Deutsche Rudi Altig siegte auf der ersten Etappe mit 47 Sekunden Vorsprung und übernahm das Gelbe Trikot, dass er bis zum Fuß der Pyrenäen verteidigen konnte. Während der 12. Etappe nach Revel gelang Altig ein weiterer Sieg. Auf dieser Etappe übernahm der Kölner Karl-Heinz Kunde die Gesamtführung und konnte fünf Tage lang in gelb fahren. Am Ende der Rundfahrt erreichte Kunde mit dem 9. Platz seine einzige Top-10-Platzierung im Gesamtklassement der Tour de France. Rudi Altig konnte die Gesamtwertung des kämpferischsten Fahrers für sich entscheiden.
Raymond Poulidor konnte nach seinem Sieg im zweiten Einzelzeitfahren in Vals-les-Bains auf den Gesamtsieg hoffen, schließlich hatte er zum ersten Mal den starken Zeitfahrer Jacques Anquetil in dessen Spezialdisziplin geschlagen. Doch nach dem Zeitfahren lag Poulidor bereits fast fünf Minuten hinter dem Niederländer Jan Janssen und dem weitgehend unbekannten Franzosen Lucien Aimar.
Auf der ersten schweren Etappe in den Alpen nach Briançon gewann der Spanier Julio Jiménez, der am Ende der Tour auch die Bergwertung für sich entscheiden konnte. Die Favoriten Anquetil und Poulidor beäugten sich gegenseitig und fuhren gleichzeitig ins Ziel, wie auch am nächsten Tag auf der Etappe nach Turin. Auf dieser Etappe fuhr Aimar genügend Vorsprung auf die beiden Franzosen sowie den Niederländer Janssen heraus, so dass er bis Paris nicht mehr eingeholt werden konnte.
Poulidor bemerkte die Gefahr durch seinen Landsmann zu spät, er konnte seinen Rückstand nur noch verringern und belegte am Ende den dritten Gesamtrang. Mit Janssen als Tourzweitem stand erstmals ein Niederländer auf dem Podium. Anquetil stieg auf der 19. Etappe bei seiner letzten Tour-Teilnahme durch eine Krankheit geschwächt aus. Er konnte aber trotzdem zum Sieg seiner Mannschaft beitragen, da Poulidor durch ihn abgelenkt war, als Anquetils Teamgefährte Aimar die entscheidenden Minuten auf Poulidor herausfuhr.
In Bordeaux kam es zu einem Streik der Fahrer nach einer unangekündigten Doping-Kontrolle der französischen Justiz. Fünf Kilometer nach dem Start hielten die Fahrer an und Rik Van Looy forderte als Sprecher der Fahrer, keine nächtlichen Kontrollen mehr durchzuführen. Als auf der 13. Etappe erneut Kontrollen stattfanden, wurden sechs Fahrer positiv getestet.

## Die Etappen

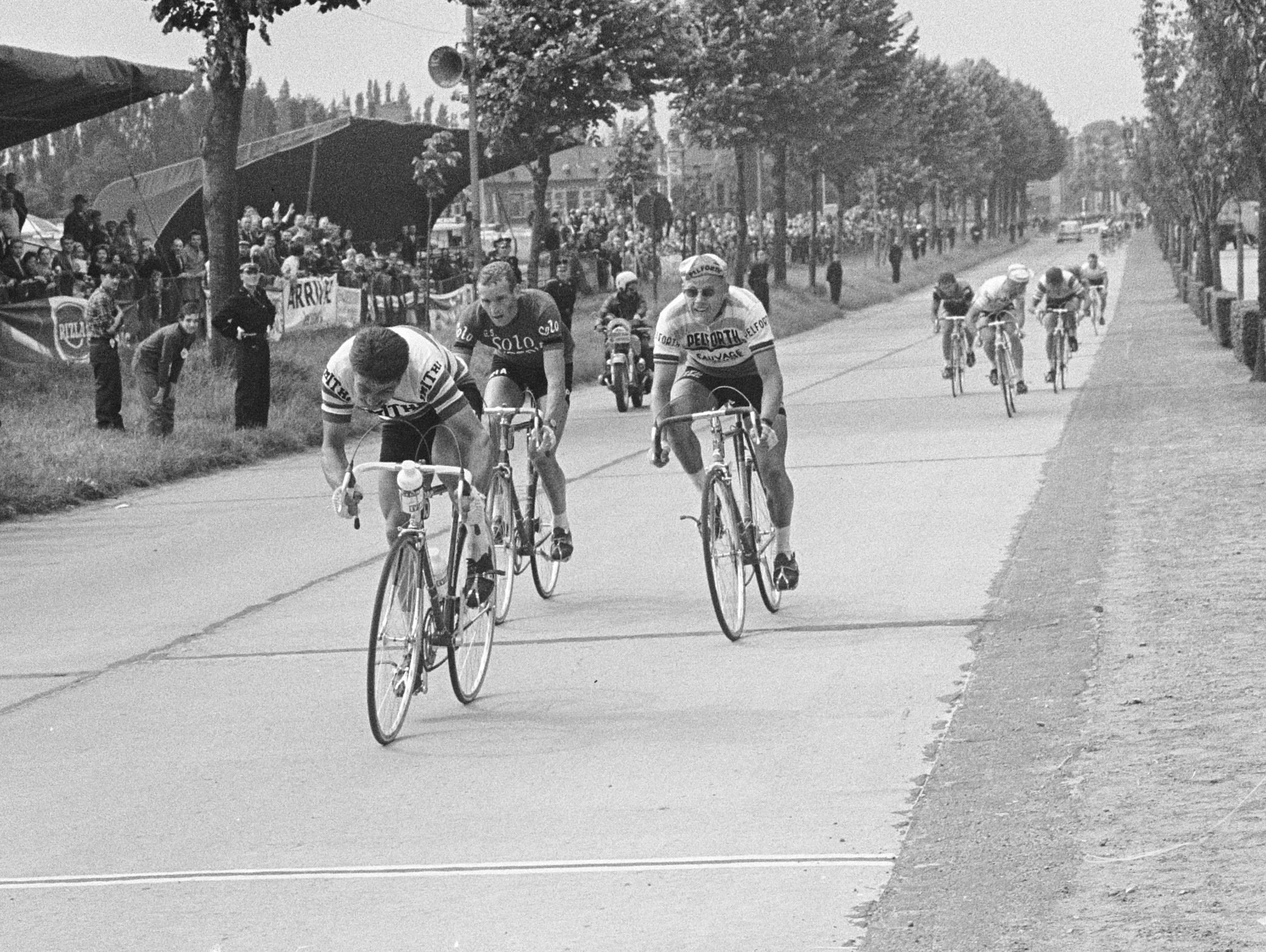
Das Ziel der zweiten Etappe in Tournai, Belgien, gewonnen von Guido Reybrouck

| Etappen        | Tag      | Start – Ziel                         | km         | Etappensieger          | Gelbes Trikot       |
| -------------- | -------- | ------------------------------------ | ---------- | ---------------------- | ------------------- |
| 1. Etappe      | 21. Juni | Nancy – Charleville-Mézières         | 208,5      | Rudi Altig             | Rudi Altig          |
| 2. Etappe      | 22. Juni | Charleville-Mézières – Tournai (BEL) | 198        | Guido Reybrouck        | Rudi Altig          |
| 3. Etappe (a)  | 23. Juni | Tournai (BEL) – Tournai (BEL)        | 20,8 (MZF) | Televizier–Batavus     | Rudi Altig          |
| 3. Etappe (b)  | 23. Juni | Tournai (BEL) – Dunkerque            | 131,5      | Gerben Karstens        | Rudi Altig          |
| 4. Etappe      | 24. Juni | Dunkerque – Dieppe                   | 205        | Willy Planckaert       | Rudi Altig          |
| 5. Etappe      | 25. Juni | Dieppe – Caen                        | 178,5      | Franco Bitossi         | Rudi Altig          |
| 6. Etappe      | 26. Juni | Caen – Angers                        | 216,5      | Edward Sels            | Rudi Altig          |
| 7. Etappe      | 27. Juni | Angers – Royan                       | 252,5      | Albert Van Vlierberghe | Rudi Altig          |
| 8. Etappe      | 28. Juni | Royan – Bordeaux                     | 137,5      | Willy Planckaert       | Rudi Altig          |
| 9. Etappe      | 29. Juni | Bordeaux – Bayonne                   | 201        | Gerben Karstens        | Rudi Altig          |
| Ruhetag        |          |                                      |            |                        |                     |
| 10. Etappe     | 1. Juli  | Bayonne – Pau                        | 234,5      | Tommaso De Pra         | Tommaso De Pra      |
| 11. Etappe     | 2. Juli  | Pau – Luchon                         | 188        | Marcello Mugnaini      | Jean-Claude Lebaube |
| 12. Etappe     | 3. Juli  | Luchon – Revel                       | 218,5      | Rudi Altig             | Karl-Heinz Kunde    |
| 13. Etappe     | 4. Juli  | Revel – Sète                         | 191,5      | Georges Vandenberghe   | Karl-Heinz Kunde    |
| 14. Etappe (a) | 5. Juli  | Montpellier – Vals-les-Bains         | 144        | Jo de Roo              | Karl-Heinz Kunde    |
| 14. Etappe (b) | 5. Juli  | Vals-les-Bains – Vals-les-Bains      | 20 (EZF)   | Raymond Poulidor       | Karl-Heinz Kunde    |
| 15. Etappe     | 6. Juli  | Privas – Le Bourg-d’Oisans           | 203,5      | Luis Otaño             | Karl-Heinz Kunde    |
| 16. Etappe     | 7. Juli  | Le Bourg-d'Oisans – Briançon         | 148,5      | Julio Jiménez          | Jan Janssen         |
| 17. Etappe     | 8. Juli  | Briançon – Turin (ITA)               | 160        | Franco Bitossi         | Lucien Aimar        |
| Ruhetag        |          |                                      |            |                        |                     |
| 18. Etappe     | 10. Juli | Ivrea (ITA) – Chamonix               | 188        | Edy Schutz             | Lucien Aimar        |
| 19. Etappe     | 11. Juli | Chamonix – Saint-Étienne             | 264,5      | Ferdinand Bracke       | Lucien Aimar        |
| 20. Etappe     | 12. Juli | Saint-Étienne – Montluçon            | 223,5      | Henk Nijdam            | Lucien Aimar        |
| 21. Etappe     | 13. Juli | Montluçon – Orléans                  | 232,5      | Pierre Beuffeuil       | Lucien Aimar        |
| 22. Etappe (a) | 14. Juli | Orléans – Rambouillet                | 111        | Edward Sels            | Lucien Aimar        |
| 22. Etappe (b) | 14. Juli | Rambouillet – Paris                  | 51,3 (EZF) | Rudi Altig             | Lucien Aimar        |